# Anna Mirtowa
Anna Pawłowna Mirtowa (ros. Анна Павловна Миртова; ur. 14 lipca 1992 w Tomsku) – rosyjska narciarka dowolna, specjalizująca się w slopestylu, która starty w Pucharze Świata rozpoczęła w 2013 r. Występowała także w zawodach Fis Race, Pucharu Europy oraz Pucharu Północnoamerykańskiego. Była ona uczestniczką Zimowych Igrzysk Olimpijskich w Soczi, w 2014 r.

## Osiągnięcia

### Igrzyska olimpijskie
| Miejsce | Dzień     | Rok  | Miejscowość | Konkurencja | Wynik     | Zwyciężczyni | Źródło |
| ------- | --------- | ---- | ----------- | ----------- | --------- | ------------ | ------ |
| 21.     | 11 lutego | 2014 | Roza Chutor | slopestyle  | 21.60 pkt | Dara Howell  | [ 1 ]  |

### Puchar Świata

#### Pozycje w klasyfikacji generalnej
| Sezon     | Miejsce | Punkty |
| --------- | ------- | ------ |
| 2012/2013 | 124     | 7      |
| 2013/2014 | 196     | 2      |

#### Pozycje w poszczególnych zawodach

##### Slopestyle
| Sezon 2012/2013                                                       |                       |                    |              |                     |        |        |        |        |        |        |        |        |         |         |         |         |         |         |         |
| Ushuaia 7.09                                                          | Copper Mountain 12.01 | Silvaplana 9.02    | Soczi 13.02  | Sierra Nevada 23.03 | Punkty | Punkty | Punkty | Punkty | Punkty | Punkty | Punkty | Punkty | Pozycja | Pozycja | Pozycja | Pozycja | Pozycja | Pozycja | Pozycja |
| -                                                                     | 30                    | 7                  | -            | -                   | 37     | 37     | 37     | 37     | 37     | 37     | 37     | 37     | 27      | 27      | 27      | 27      | 27      | 27      | 27      |
| Sezon 2013/2014                                                       |                       |                    |              |                     |        |        |        |        |        |        |        |        |         |         |         |         |         |         |         |
| Cardrona 25.08                                                        | Copper Mountain 21.12 | Breckenridge 10.01 | Gstaad 18.01 | Silvaplana 15.03    | Punkty | Punkty | Punkty | Punkty | Punkty | Punkty | Punkty | Punkty | Pozycja | Pozycja | Pozycja | Pozycja | Pozycja | Pozycja | Pozycja |
| -                                                                     | 23                    | 29                 | -            |                     | 10     | 10     | 10     | 10     | 10     | 10     | 10     | 10     | 46      | 46      | 46      | 46      | 46      | 46      | 46      |
| Legenda                                                               |                       |                    |              |                     |        |        |        |        |        |        |        |        |         |         |         |         |         |         |         |
| 1 2 3 4-10 11-30 31-100 wyniki anulowane - – zawodnik nie wystartował |                       |                    |              |                     |        |        |        |        |        |        |        |        |         |         |         |         |         |         |         |